# 2021-es angol labdarúgókupa-döntő
A 2021-es angol labdarúgókupa-döntő volt a 140. döntő a világ legrégebbi labdarúgó-versenyének, az FA-kupának a történetében. A mérkőzést a Wembley Stadionban, Londonban rendezték 2021. május 15-én, a két résztvevő csapat a Chelsea és a Leicester City volt. A koronavírus-járvány ellenére az Angol Labdarúgó-szövetség összesen 20 000 néző beengedésére adott engedélyt a stadionba.
A találkozót a BBC One és a BT Sport 1 televíziós társaságok, illetve a BBC Radio 5 Live, BBC Radio Leicester és a BBC Radio London rádióállomások közvetítették élőben az Egyesült Királyságban.
A mérkőzést a Leicester City nyerte meg, története első FA-kupa-sikerét elérve, míg a Chelsea egymást követő második döntőjét veszítette el a kupában.

## Út a döntőbe

### Chelsea
| Forduló                                                                                      | Ellenfél             | Végeredmény |
| -------------------------------------------------------------------------------------------- | -------------------- | ----------- |
| 3. forduló                                                                                   | Morecambe (H)        | 4–0         |
| 4. forduló                                                                                   | Luton Town (H)       | 3–1         |
| 5. forduló                                                                                   | Barnsley (V)         | 1–0         |
| Negyeddöntő                                                                                  | Sheffield United (H) | 2–0         |
| Elődöntő                                                                                     | Manchester City (S)  | 1–0         |
| Jelmagyarázat: (H) = Hazai pálya; (V) = Idegenben játszott mérkőzés; (S) = Semleges helyszín |                      |             |

A Chelsea Premier League-csapatként a kupa 3. fordulójában csatlakozott a kupaküzdelmekhez, ahol a negyedik ligás Morecambe csapatával találkoztakn hazai pályán, és győztek Mason Mount, Timo Werner, Callum Hudson-Odoi, valamint Kai Havertz góljaival 4–0-ra. A következő fordulóban a másodosztályú Luton Townt ugyancsak hazai pályán fogadta a csapat. Tammy Abraham mesterhármast szerzett a mérkőzésen, a Chelsea 3–1-es sikerrel lépett a következő körbe. Az 5. fordulóban a másodosztályú Barnsley otthonába látogattak a londoniak, akik az Oakwell stadionabn 1–0 -s győzelmet arattak. A továbbjutást eredményező gólt Tammy Abraham szerezte. A négy közé jutásért az ugyancsak a Premier League-ben szereplő Sheffield United volt a Chelsea ellenfele. A Stamford Bridge-en rendezett mérkőzés 2–0-s hazai győzelemmel ért véget. Az elődöntőben a Manchester City volt az ellenfél és az előző körben szintén eredményes Hakím Zíjes találatával a Chelsea 1–0-ra győzött, ezzel sorozatban másodszor jutott be a kupadöntőbe.

### Leicester City
| Forduló                                                                                      | Ellenfél                   | Végeredmény |
| -------------------------------------------------------------------------------------------- | -------------------------- | ----------- |
| 3. forduló                                                                                   | Stoke City (V)             | 4–0         |
| 4. forduló                                                                                   | Brentford (V)              | 3–1         |
| 5. forduló                                                                                   | Brighton & Hove Albion (H) | 1–0         |
| Negyeddöntő                                                                                  | Manchester United (H)      | 3–1         |
| Elődöntő                                                                                     | Southampton (S)            | 1–0         |
| Jelmagyarázat: (H) = Hazai pálya; (A) = Idegenben játszott mérkőzés; (S) = Semleges helyszín |                            |             |

A Leicester City mint Premier Leaue-csapat, ugyancsak a harmadik körben kezdte meg szereplését az FA-kupában. Első ellenfele idegenben a másodosztályú Stoke City volt. A vendégcsapat 4–0-ra nyerte meg a találkozót, James Justin, Marc Albrighton, Ayoze Pérez és Harvey Barnes góljaival. A következő körben szintén másodosztályú ellenfél, a Brentford várt a Leicesterre, akik Cengiz Ünder, Youri Tielemans és James Maddison találatával idegenben is magabiztos, 3–1-es győzelmet arattak. Az 5. körben a szintén élvonalbeli Brighton & Hove Albionnal mérkőzött meg hazai pályán a csapat és Kelechi Iheanacho góljával sikerült kivívnia a továbbjutást. A negyeddöntőben a Manchester United látogatott a King Power Stadionba. A találkozó legjobbja a két gólig jutó Iheanacho volt, de rajta kívül gólt szerzett a hazaiaktól Tielemans is, a Leicester pedig 3–1-re legyőzte riválisát. Az elődöntőben a Southamptont Iheanacho góljával 1–0-ra győzte le a Leicester, amely így 1969 óta először bejutott az FA-kupa döntőjébe.

## Előzmények
Az Egyesült Királyságban a koronavírus-járvány miatt 2020 márciusától nem lehetett 8000 főnél nagyobb nézőszám előtt labdarúgó-mérkőzéseket rendezni. Az Angol labdarúgó-szövetség terve szerint az FA-kupa döntője egyfajta kísérleti jelleggel is nézők előtt lesz rendezve. A létszámot 20 000 főben maximálta az FA, és bár az angol kormányzat úgy rendelkezett, hogy a beléptetést védőoltáshoz, illetve annak beadatásáról szóló oltási kártyához kötik, ezt később főként az ellenzék és a közvélemény nyomására elvetették. A mérkőzésre érkező szurkolóknak negatív koronavírus-tesztet kell felmutatniuk a beléptetéskor.
A Chelsea az előző évi vesztes kupadöntő után, a Leicester City azonban 1969 óta először jutott be a kupadöntőbe.
A győztes 1,8 millió, a vesztes pedig 900 000 font pénzjutalmat kapott.
A találkozót megelőzően a Leicester volt az egyetlen olyan angol bajnokcsapat, amely nem nyerte meg az FA-kupát.

## A mérkőzés
| 2021. május 15. 18:15 |

| Chelsea | 0–1               | Leicester City |
| ------- | ----------------- | -------------- |
|         | (0–0) Jegyzőkönyv | Tielemans 63'  |

| Wembley Stadion, London Nézőszám: 20 000 Játékvezető: Michael Oliver |

| Chelsea | Leicester City |

| GK            | 1  | Kepa Arrizabalaga     |     |     |
| CB            | 28 | César Azpilicueta (c) |     | 76' |
| CB            | 6  | Thiago Silva          |     |     |
| CB            | 2  | Antonio Rüdiger       |     |     |
| RM            | 24 | Reece James           |     |     |
| CM            | 7  | N’Golo Kanté          |     |     |
| CM            | 5  | Jorginho              |     | 75' |
| LM            | 3  | Marcos Alonso         |     | 68' |
| AM            | 22 | Hakím Zíjes           |     | 68' |
| AM            | 19 | Mason Mount           |     |     |
| CF            | 11 | Timo Werner           | 40' | 82' |
| Cserék:       |    |                       |     |     |
| GK            | 16 | Édouard Mendy         |     |     |
| DF            | 15 | Kurt Zouma            |     |     |
| DF            | 21 | Ben Chilwell          |     | 68' |
| DF            | 33 | Emerson               |     |     |
| MF            | 10 | Christian Pulisic     |     | 68' |
| MF            | 20 | Callum Hudson-Odoi    |     | 76' |
| MF            | 23 | Billy Gilmour         |     |     |
| MF            | 29 | Kai Havertz           |     | 75' |
| FW            | 18 | Olivier Giroud        |     | 82' |
| Menedzser:    |    |                       |     |     |
| Thomas Tuchel |    |                       |     |     |

| GK              | 1  | Kasper Schmeichel (c) |     |     |
| CB              | 3  | Wesley Fofana         | 36' |     |
| CB              | 6  | Jonny Evans           |     | 34' |
| CB              | 4  | Çağlar Söyüncü        |     |     |
| RM              | 27 | Timothy Castagne      |     |     |
| CM              | 8  | Youri Tielemans       |     |     |
| CM              | 25 | Wilfred Ndidi         |     |     |
| LM              | 33 | Luke Thomas           |     | 82' |
| AM              | 17 | Ayoze Pérez           |     | 82' |
| CF              | 14 | Kelechi Iheanacho     |     | 67' |
| CF              | 9  | Jamie Vardy           |     |     |
| Cserék:         |    |                       |     |     |
| GK              | 12 | Danny Ward            |     |     |
| DF              | 5  | Wes Morgan            |     | 82' |
| DF              | 18 | Daniel Amartey        |     |     |
| DF              | 21 | Ricardo Pereira       |     |     |
| MF              | 10 | James Maddison        |     | 67' |
| MF              | 11 | Marc Albrighton       |     | 34' |
| MF              | 20 | Hamza Choudhury       |     | 82' |
| MF              | 24 | Nampalys Mendy        |     |     |
| MF              | 26 | Dennis Praet          |     |     |
| Menedzser:      |    |                       |     |     |
| Brendan Rodgers |    |                       |     |     |

| A mérkőzés legjobbja: Youri Tielemans (Leicester City) Játékvezető-asszisztens: Stuart Burt Simon Bennett Negyedik játékvezető: Paul Tierney Tartalék játékvezető: Dan Cook Videóbíró: Chris Kavanagh Videóbíró asszisztense: Sian Massey-Ellis | Szabályok - 90 perc játékidő - 30 perc hosszabbítás döntetlen esetén, ha ezt követően szükséges, büntetőpárbaj - Kilenc nevezhető csere - Öt cserelehetőség, hosszabbítás esetén plusz egy cserelehetőség |

## Díjátadó ceremónia
A koronavírus-járvány elleni intézkedések miatt a hagyományos díjátadó ceremónia elmaradt, Vilmos cambridge-i herceg a játéktéren adta át a győztes csapat kapitányának a trófeát, a játékosok pedig maguk vették át érmeiket egy előre kikészített pódiumról.